# Ca l'Indià
Ca l'Indià és una casa del municipi del Masnou protegida com a bé cultural d'interès local.

## Descripció
Casa entre mitgeres de planta trapezoïdal amb pati davanter que consta de planta baixa i dos pisos i acabada amb coberta plana a mode de terrat. Només la de ponent comparteix mitgera amb la casa del costat. El primer pis és la planta principal i s'hi accedeix per una escala amb barana de ferro. L'element més original de la façana és el conjunt de l'escala i la porta d'accés al pis principal, en un reclau de la cantonera que es recolza sobre una gruixuda columna de fust llis.
La planta baixa actua de soterrani de l'habitatge i, per la façana de llevant, hi ha un garatge. En l'eix central de la façana de migdia hi ha una tribuna que fa de balcó de la planta superior. Totes les obertures estan decorades amb esgrafiats a les llindes. L'acabat del parament és un estucat amb relleu a mode de carreus en els laterals i cantonades de l'edifici, mentre que a la resta és llis.

## Història
L'edifici original va ser construït cap a la fi del segle xix per la família del mariner Gaietà Bertran Pagès, propietari del bergantí Maria Rosa. Posteriorment, l'any 1920, els seus hereus va enderrocar l'antiga casa i es va construir l'edifici actual, obra de Bonaventura Bassegoda i Amigó.
La plaça on està situada la casa (plaça de Jaume Bertran) pren el nom de Jaume Bertran i Estapé, capità de vaixell i cronista local que vivia al costat de ca l'Indià. Va ser l'any 1954 que es decidí posar el nom del cronista a la plaça fins aleshores anomenada "plaça de Can Ramon".